# Federazione Italiana Wushu-Kung Fu
La Federazione Italiana Wushu-Kung Fu, nota anche con l'acronimo FIWuK, è una federazione sportiva italiana, organo di governo, organizzazione e controllo delle arti marziali cinesi in Italia con sede a Catania.